# Terphothrix fusca
Terphothrix fusca är en fjärilsart som beskrevs av Druce 1906. Terphothrix fusca ingår i släktet Terphothrix och familjen tofsspinnare. Inga underarter finns listade i Catalogue of Life.